# جيمس إي. وينر جونيور
جيمس إي. وينر جونيور (بالإنجليزية: James E. Winner Jr.)‏ هو مخترع أمريكي، ولد في 12 يوليو 1929، وتوفي في 14 سبتمبر 2010 بسبب حادث مرور.